# Margaretha Lassadotter
Margaretha Lassadotter eller Margareta Lassedotter, död 12 juni 1402, var en svensk birgittinnunna och läkare. 

## Biografi
Margaretha Lassadotter var ursprungligen medlem av adeln innan hon inträdde som nunna i Vadstena kloster, tillhörande Birgittinorden. Hennes mor var Kristina Vämundsdotter, "närmaste släkting till marsken herr Erik Puke från Värmland". Hon uppgavs ha blivit medlem i Vadstena kloster cirka år 1368, och tillhörde de första som bar den nygrundade birgittinordens ämbetsdräkt. 
Margaretha var medicinskt verksam och gjorde sig känd som läkare, företrädesvis genom att ge sjukvård åt de fattiga. Hon ansågs särskilt skicklig inom åderlåtning. I övrigt beskrevs hon som ett mönster av "helig ödmjukhet" som villigt ägnade sig även åt hushållsysslor som tvätt och även var verksam i kören.